# Памятник героям второй Отечественной войны в Вязьме

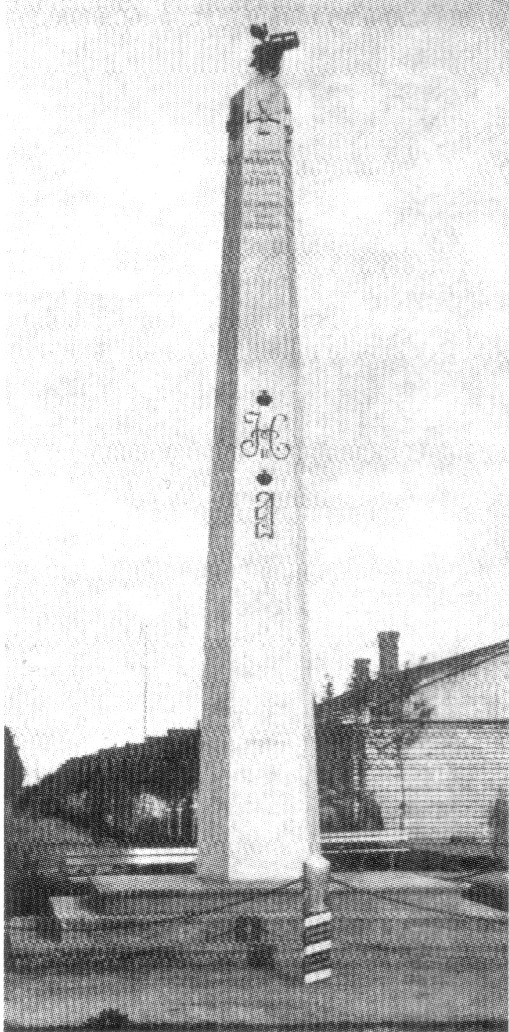
Фотография памятника

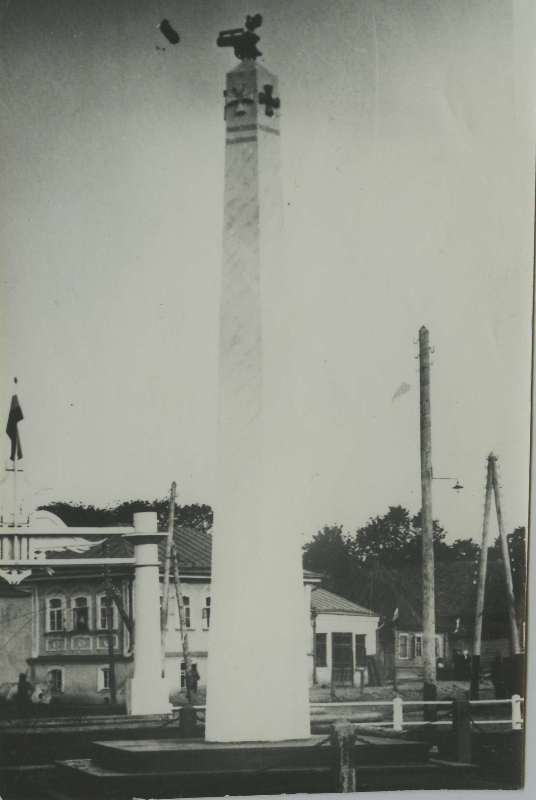
Вид на памятник с другого ракурса, вверху видно имя сестры милосердия Риммы Ивановой

Памятник героям второй Отечественной войны в Вязьме — монумент погибшим в Первую мировую войну бойцам Русской императорской армии. Был открыт 16 июня 1916 года, в 1920-е годы снесён.

## Исходный памятник
В городе Вязьме во время Первой мировой войны в 1916 году был разбит бульвар, шедший от Верхней Калужской улицы вдоль Станционного шоссе. Он был назван бульваром Второй Отечественной войны. В центре бульвара был поставлен высокий обелиск, собранный из листового железа и окрашенный под светлый мрамор. Его венчал герб Вязьмы, на гранях помещались императорские вензеля и георгиевские кресты. Под ними находились имена императора, цесаревича, генерал-адъютантов Алексеева и Эверта, генерала Смирнова и сестры милосердия Риммы Ивановой, погибшей в Белоруссии в 1915 году и посмертно удостоенной ордена Святого Георгия 4-й степени. В дальнейшем на гранях обелиска планировалось поместить имена всех георгиевских кавалеров — уроженцев Вязьмы и уезда. Памятник был открыт 16 июня 1916 года.
Памятник был вторым по времени установки (после памятника в Барановичах, установленного 6 июня 1915 г. и снесённого в начале 1950-х гг.) в истории России и СССР памятником героям Первой мировой войны.
В 1920-х годах памятник был уничтожен. Его постамент просуществовал до 1960-х.

## Последующие памятники
В 1964 и 1966 гг. два небольших памятника героям Первой мировой войны были установлены в Белоруссии, в д. Сташаны (Пинский район Брестской области) и д. Крево (Сморгонский район Гродненской области).
В 2004 году на территории бывшего Московского городского Братского кладбища было установлено несколько памятных знаков павшим в Первой мировой войне.
В ноябре 2008 года памятник-обелиск павшим героям был установлен в Пушкине.

## Восстановление
С 2014 года, в ознаменование 100-летия со дня начала Первой Мировой войны, обсуждается идея о восстановлении памятника, но в другом месте — в сквере на Привокзальной площади, неподалёку от его прежнего местонахождения. По состоянию на 2020 год, велись работы по восстановлению обелиска. В 2021 году памятник был восстановлен.